# Closterocerus nunbergi
Closterocerus nunbergi är en stekelart som först beskrevs av Szczepanski 1960.  Closterocerus nunbergi ingår i släktet Closterocerus, och familjen finglanssteklar. Arten är reproducerande i Sverige.